# 호텔 (드라마)
《호텔》은 1995년 3월 13일부터 1995년 5월 2일까지 방영된 MBC 월화 미니시리즈로, 드라마 사상 처음으로 호텔과 호텔 종사자들을 소재로 하였으며, 경영권을 둘러싼 이복형제간의 사랑과 야망을 다뤘다.
한편, 첫 회가 시청률 33%(미디어리서치 코리아 기준)를 보이며 순조로운 출발을 하였으나, 늘 새로움을 추구해야 하는 영상예술가인 이진석 PD가 전작인 《사랑을 그대 품안에》에서 보여준 차인표-신애라-천호진과 같이 한석규-이승연-이진우의 삼각관계 구도를 보이고, 주무대가 백화점에서 호텔로 바뀐 정도라는 이유로 전작의 재탕이냐는 비판을 받기도 했다.
한마디로 95년으로 해넘긴 백화점 대신 호텔 배경판 사랑을 그대 품안에

## 줄거리
임형빈은 호텔 경영에는 자질도 관심도 없지만 장남이라는 이유만으로 호텔 대표이사가 된다. 반면, 미국에서 호텔경영학 박사학위를 받고 귀국한 임경빈은 호텔 경영에 대한 야망이 가득하다. 이들 이복형제 사이에 호텔 홍보담당 이사로 있는 한수민이 끼어 삼각관계가 된다. 임경빈의 야망으로 인해 호텔이 위기에 빠져 경영권이 다른 사람에게 넘어가고, 결국 임형빈의 죽음으로 파국을 맞게 된다.

## 등장 인물

### 주요 인물
- 한석규 : 임형빈 역 - 호텔 대표이사
- 이승연 : 한수민 역 - 경빈의 약혼녀
- 이진우 : 임경빈 역 - 형빈의 이복동생

### 그 외 인물
- 배종옥 : 임정빈 역
- 도지원 : 세희 역 - 형빈의 전처
- 강민경 : 강유미 역
- 전인택 : 최기훈 역
- 정욱 : 임 회장 역 - 삼남매의 아버지
- 선우용녀
- 강남길 : 호텔 레스토랑 주방장 역
- 이정섭 : 호텔 레스토랑 부주방장 역
- 심양홍 : 호텔 총지배인 역
- 조형기 : 호텔 레스토랑 헤드웨이터 역
- 이훈 : 호텔 레스토랑 웨이터 역
- 안재욱 : 호텔 레스토랑 직원 역
- 권해효 : 호텔 레스토랑 조리사 역
- 황혜영 : 순영 역 - 호텔 레스토랑 계산원[4]
- 허윤정 : 호텔 레스토랑 직원 역
- 임현주 : 호텔 레스토랑 직원 역
- 황상희 : 한수진 역
- 이주영
- 손민우
- 한태일
- 문성근
- 김기현 : 서울에 상경한 전주호텔 회장 김길수 역
- 김창환 : 서울에 상경한 전주호텔 김길수 회장의 손자 김학필 역
- 최지우
- 장동건
- 김민종
- 이세창
- 양정아

### 우정출연
- 김혜수 : 잡지사 기자 역
- 심은하 : 영화배우 역
- 이재룡 : 영화배우 역
- 이홍렬 : 단란주점 DJ 역
- 이경실 : 해장국집 주인 역
- 채시라
- 최진실
- 김지호
- 김희애
- 이영애
- 강호동
- 신은경

### 특별출연
- 정준
- 길정화
- 서재경
- 김민정
- 김진이
- 전유경
- 주한울
- 노희지
- 박채림

## 참고 사항
- 이진우가 맡았던 임경빈 역은 당초 최수종이 낙점됐지만 맡은 배역이 악역으로 바뀌었다는 이유로 출연을 거부하여 하차하고 대신 이진우가 들어갔다.[5]
- 이 드라마에는 잡지사 기자로 여러 번 등장하는 김혜수를 비롯하여 심은하, 이경실 등 인기스타들이 대거 단역으로 등장한다.[6][7]
- 백화점과 항공사 승무원 호텔을 배경으로 하는 드라마 특성 여성 시청자들이 많았다 (사랑을 그대 품안에 아류작)